# Magnesiumhydrogenphosphat
Magnesiumhydrogenphosphat, auch phosphorsaures Magnesia, ist eine chemische Verbindung des Magnesiums. Es besitzt die Formel MgHPO4 · 3 H2O und gehört zur Stoffgruppe der Hydrogenphosphate.

## Eigenschaften
Magnesiumhydrogenphosphat ist ein farbloses, kristallines Pulver, das in der Natur nicht in reiner Form vorkommt. Dies trifft auch für andere Magnesiumphosphatderivate zu.

## Beschreibung
Magnesiumhydrogenphosphat wird industriell aus Natriumphosphat und Magnesiumsulfat-Heptahydrat gewonnen. Es löst sich in Wasser nur schwer, aber in verdünnten Säuren gut. Ab einer Temperatur von 205 °C zersetzt es sich unter Abgabe von Wasser und Magnesiumpyrophosphat (Mg2P2O7).

## Vorkommen
Im menschlichen Körper kommt Magnesiumhydrogenphosphat im Gehirn, Zähne, Nerven, Rückenmark, Blutkörperchen, Muskeln und Knochen vor. In Lebensmitteln findet es sich in allen grünem Gemüse (Bestandteil des Blattgrüns), Obst (zum Beispiel Bananen) und Getreide.

## Verwendung
Magnesiumphosphate werden in der Industrie als keramischer Rohstoff und als Flammschutzmittel angewendet.
In der Lebensmittelindustrie werden Magnesiumphosphate als Futtermittelzusatz, Abführmittel und Lebensmittelzusatz eingesetzt.
Lebensmitteln werden sie als Säureregulator und/oder Trennmittel zugesetzt. Sie sind in der EU als Lebensmittelzusatzstoff der Nummer E 343 je nach Lebensmittel mit Höchstmengenbeschränkungen von bis zu 5 Gramm (bei Sahneerzeugnissen), bei Kaffeeweißer bis zu 30 Gramm pro Kilogramm zugelassen.
Magnesiummonohydrogenphosphat (Magnesium phosphoricum) ist Bestandteil alternativmedizinischer Arzneimittel wie etwa der Schüßler-Salze.

## Verwandte Verbindungen
Magnesiumphosphate existieren auch in anderen Konstellationen:
- Trimagnesiumphosphat Mg3(PO4)2, Molare Masse: 262,88 g·mol−1; weißes, wasserunlösliches Pulver
- Magnesiumdihydrogenphosphat Mg(H2PO4)2, Molare Masse: 218,28 g·mol−1; hygroskopisches, weißes, wasserlösliches Pulver
- Magnesiumdiphosphat Mg2P2O7, Molare Masse: 222,57 g·mol−1; weißes, wasserunlösliches Pulver, auch Magnesiumpyrophosphat genannt